# Earomyia schistopyga
Earomyia schistopyga är en tvåvingeart som beskrevs av Collin 1953. Earomyia schistopyga ingår i släktet Earomyia och familjen stjärtflugor. Inga underarter finns listade i Catalogue of Life.